# Real Life (album des Simple Minds)
Pour les articles homonymes, voir Real Life.
Albums de Simple Minds
Street Fighting Years
(1989) Good News from the Next World
(1995)
Real Life est le dixième album studio du groupe écossais de rock/new wave, Simple Minds sorti le 8 avril 1991. Tout en conservant certains thèmes engagés du précédent album, il est marqué par l'absence de Michael MacNeil et par une facture plus commerciale.

## Liste des titres
| 1.    | Real Life               | Kerr, Burchill          | 4:53 |
| 2.    | See The Lights          | Kerr, Burchill          | 4:22 |
| 3.    | Let There Be Love       | Kerr, Burchill          | 4:57 |
| 4.    | Woman                   | Kerr, Burchill, Lipson  | 4:40 |
| 5.    | Stand By Love           | Kerr, Burchill          | 4:04 |
| 6.    | Let The Children Speak  | Kerr, Burchill          | 4:16 |
| 7.    | African Skies           | Kerr, Burchill          | 4:52 |
| 8.    | Ghostrider              | Kerr, Burchill          | 3:22 |
| 9.    | Banging On The Door     | Kerr, Burchill          | 5:39 |
| 10.   | Travelling Man          | Kerr, Burchill, Lipson  | 3:34 |
| 11.   | Rivers of ice           | MacLachlan/Simple Minds | 3:30 |
| 12.   | When Two worlds collide | Kerr, Burchill          | 4:01 |
| 52:15 |                         |                         |      |

## Singles
- Let There Be Love
- See The Lights
- Stand By Love
- Real Life

## Membres
- Jim Kerr - Voix
- Charlie Burchill - Guitares, claviers
- Mel Gaynor - Batterie
- Malcolm Foster - Basse
- Mark Taylor - Claviers pour la tournée

## Commentaires
Bien qu'un peu moins apprécié que les albums précédents, la critique et le public l'ont relativement bien reçu sur le continent européen entre autres. Il fut d'ailleurs bien placé au Top 5 britannique (2e position).